# Caballero a la medida
Caballero a la medida es una película de comedia y drama mexicana de 1954, escrita y dirigida por Miguel M. Delgado, y protagonizada por Mario Moreno "Cantinflas", Martha Valdés, Annabelle Gutiérrez, Domingo Soler, Wolf Ruvinskis y Ángel Garasa.

## Argumento
Cantinflas consigue trabajo como sastre de smokings, deambulando por las calles vistiendo los trajes mientras también lleva un anuncio en la espalda. Paralelamente se muestra la vida de Don Pascual Lachica (Ángel Garasa), un millonario angustiado porque su familia solo lo respeta como proveedor.
Cantinflas trabaja además con un boxeador joven, Chucho (Wolf Ruvinskis), de quien se dice mánager; y con el padre Feliciano (Domingo Soler), a quien le hace arreglos de costura. El cura no está de acuerdo con que Chucho pelee, ya que él es también su sacristán y el boxeo lo distrae de sus deberes, pero Cantinflas dice que no tiene nada de malo.
Lita (Martha Valdés) es una mujer que le renta un cuarto a Simón Sicario (Miguel Arenas), quien le ha propuesto que se haga su mujer, a lo que Lita se ha negado. Una mujer le aconseja que acepte la proposición de Simón, afirmando que ganaría más de lo que pierde, pero ella sigue negada, en ese momento Cantinflas interrumpe la disputa entre las dos mujeres. Lita le comenta su situación a Cantinflas y de cómo se siente al respecto, diciendo creer que no vale nada debido a su situación económica, pero Cantinflas intenta revivirle los ánimos haciéndole ver que, sin importar su crisis económica, ella vale la pena. La mujer que anteriormente había discutido con Lita le menciona a Don Simón que el motivo por el cual Lita no lo corresponde es porque Cantinflas está detrás de ella. Don Simón le dice que le dé tiempo, pues está seguro que caerá en sus redes. El Chivato, quien los escucha hablar sobre Lita se acerca a Don Simón para hacer negocios y no deja de mencionarle que él también está detrás de Lita.
Mientras Cantinflas está practicando con Chucho, Don Simón le exige que le pague lo que le debe de la renta a la brevedad o se quedará sin un techo donde dormir. Lita ayuda al padre Feliciano en el dispensario de la vecindad, donde vuelve a mencionar que no se encuentra de acuerdo con la pelea que se llevará a cabo; sin embargo, se revela que Chucho participa en la pelea con el fin de conseguir dinero para cubrir los gastos del dispensario. La pelea eventualmente se lleva a cabo, y Chucho no comienza bien, por lo que Cantinflas hace de todo por obtener la victoria, hasta desencadenar una pelea que ya no solo incluye a los contendientes, sino a toda la gente que se encuentra en el recinto, mientras que Chucho se encuentra herido en la iglesia y Cantinflas es curado por Lita.
Un día, Cantinflas llega a la sastrería para devolver un chaqué, pero la tienda está cerrada, por lo que decide sacarse el letrero publicitario y caminar así vestido hasta llegar a una pequeña cafetería, donde se encuentra con Pascual quien, ya que es el día de la boda de su hija Marta, lo confunde con un invitado y lo apura a salir hasta dirigirse a su casa, donde se lleva a cabo la recepción de la boda. Pascual invita a Cantinflas a tomar un trago lejos de la celebración, dando inicio a una amistad entre ellos.
Al otro día, tras ser recibido por su otra hija Luisa, Cantinflas llega muy bien vestido a una cita con Pascual, en la cual hablan sobre el apoyo que brindaran a todas las personas necesitadas, y para ello Pascual le da 10.000 pesos a Cantinflas, asumiendo que entrará a una empresa donde apoyan diferentes causas, y Cantinflas no lo desmiente, así que le entrega a Lita alimentos para el desayuno en el dispensario y le menciona que seguramente también tendrán lo suficiente para dar de comer, pero no le revela de donde viene dicha comida.
Don Simón desaloja a Cantinflas de su vivienda y al llegar él se da cuenta de que no solo ha perdido el techo donde vivía, sino que Don Simón ha matado a Capulina, su perrita. Lita hace una visita a Don Simón para pedirle que no les quite el dispensario. Don Simón le recuerda la proposición que le había hecho con anterioridad, pero Lita se niega rotundamente y sale corriendo. En ese momento, el Chivato, quien también anda tras Lita, entra a la tienda de Don Simón, a quien toma por sorpresa y después de matarlo brutalmente con su navaja, toma todo el dinero y huye del lugar.
Tras llegar al dispensario, Cantinflas se encuentra a Lita, quien le cuenta lo ocurrido con Don Simón, por lo que muy enojado, dice que pondrá fin a ese problema, pues ya tiene con que pagarle a Don Simón. Al llegar a la tienda, Cantinflas se encuentra con el cadáver de Don Simón, y sale corriendo en dirección a la iglesia en busca del padre Feliciano para comunicarle la terrible noticia. Una de las vecinas mira salir a Cantinflas de la tienda de Don Simón y lo acusa injustamente de ser el asesino. Cantinflas es llevado a declarar y lo interrogan sobre la muerte de su perrita Capulina, pues él apunta que fue Don Simón quien la mató, y comenta los distintos motivos por los cuales había estado enojado con Don Simón. La autoridad que lo interroga le menciona que cuando fue detenido le encontraron dinero en la bolsa, Cantinflas contesta que lo obtuvo de un amigo suyo, pero ya que no quiere revelar la identidad de su amigo, las acusaciones contra él persisten, por lo que lo mantienen detenido mientras se encuentra al verdadero culpable.
Mientras tanto, Pascual se encuentra impaciente en su casa, pues lleva varios días esperando la visita de su amigo. Luisa, le muestra a su padre un periódico donde sale la fotografía de su amigo Cantinflas y se menciona que es falsamente acusado de asesinato, pero Pascual duda de ello y decide ir por él, pero no lo encuentra, y una de las vecinas le dice que su amigo se encuentra en la comisaría.
Chucho visita al padre Feliciano para decirle que él vio al Chivato que mató a Don Simón y los dos salen en búsqueda, pero Chucho va a su guarida y le pregunta si ha sido él quien mató a Don Simón, resultando en una pelea, mientras el padre Feliciano y Lita avisan a la policía sobre lo que dijo Chucho, y éste eventualmente somete al Chivato y lo lleva a la comisaría, donde confiesa que fue él quien asesinó a Don Simón, por lo que Cantinflas queda en libertad, sin embargo, aún no se comprueba de dónde sacó los 10.000 pesos que fue encontrado cuando lo detuvieron; en ese momento llega Pascual y confirma de donde viene dicho dinero.
Cantinflas se siente muy apenado, por lo que sale de la comisaría, pero Pascual sale rápidamente detrás de él, y lo defiende diciéndole que no le importa la cuna de donde viene su amigo, y siguen con sus planes de apoyo a la comunidad. Al final, Cantinflas y Lita y Cantinflas se quedan juntos, y se muestran felices en compañía de Pascual, Chucho y el padre Feliciano, ayudando a los necesitados.

## Reparto
- Mario Moreno como Cantinflas, sastre
- Martha Valdés como Lita.
- Ángel Garasa como Don Pascual Lachica.
- Domingo Soler como Padre Feliciano.
- Wolf Ruvinskis como Chucho, sacristán.
- Miguel Arenas como Don Simón Sicario.
- Carlota Solares como Señora de Lachica.
- Arturo Martínez como El Chivato.
- Anabel Gutiérrez como Luisa, hija de Pascual.
- Emma Roldán como Doña Pelos, portera.
- Ernesto Finance como Sr. Ortiz.
- Conchita Gentil Arcos como Doña Manuelita (como Concha Gentil Arcos).
- Amparo Arozamena como María, sirvienta.
- Roberto Meyer como Comisario.
- Daniel Arroyo como Invitado en fiesta (no acreditado).
- León Barroso como Hijo del Sr. Ortiz (no acreditado).
- Victorio Blanco como Mendigo (no acreditado).
- Josefina Burgos como Mujer en hipódromo #1 (no acreditada).
- Lupe Carriles como María, clienta de Cantinflas (no acreditada).
- Enrique Carrillo como Policía (no acreditado).
- Alfonso Carti como Policía (no acreditado).
- Manuel Casanueva como Invitado en fiesta (no acreditado).
- María Luisa Cortés como Mujer en hipódromo #2 (no acreditada).
- Pedro Elviro como Secretario de comisaría (no acreditado).
- Lidia Franco como Vecina (no acreditada).
- Salvador Godínez como Elevadorista (no acreditado).
- Jesús Gómez como Policía (no acreditado).
- Leonor Gómez como Vecina (no acreditada).
- Guillermo Hernández como Kid Gorila (no acreditado).
- Mario Humberto Jiménez Pons como Pedrito, hijo de Manuelita (no acreditado).
- Héctor Mateos como José, mayordomo (no acreditado).
- Patricia de Morelos como Marta, hija de Pascual (no acreditada).
- José Muñoz como Entrenador de Kid Gorila (no acreditado).
- Antonio Padilla "Pícoro" como Anunciador del ring (no acreditado).
- José Pardavé como Asistente de boxeador (no acreditado).
- Salvador Quiroz como Espectador (no acreditado).
- Paula Rendón como Vecina (no acreditada).
- Salvador Terroba como José, cliente de Cantinflas (no acreditado).